# Bronquitis
La bronquitis és una inflamació dels bronquis (vies respiratòries de grandària mitjana) en els pulmons. La bronquitis aguda és generalment causada per virus o bacteris i pot durar diversos dies o setmanes. La bronquitis crònica no és necessàriament deguda a una infecció i sovint és un dels trets de la síndrome anomenada malaltia pulmonar obstructiva crònica; es diagnostica clínicament com una tos persistent que produeixi esput (flegma), durant almenys tres mesos en dos anys consecutius. Tant la bronquitis aguda com la crònica poden derivar en asma o pneumònia.
La bronquitis aguda es caracteritza per tos, producció d'esput (flegma) i símptomes relacionats amb l'obstrucció de les vies respiratòries a causa de la seva inflamació i de la flegma, tals com manca d'alè i sibilàncies. És causada per una infecció vírica, com ara un refredat, o una infecció bacteriana com: Mycoplasma, Bordetella o Chlamydia. També pot provenir d'haver respirat gasos irritants, com ara els del fum del tabac o d'aire contaminat. El principal símptoma és la tos persistent.
La bronquitis crònica es defineix com una tos productiva, aquella que produeix esput, que dura tres mesos o més a l'any durant almenys dos anys. Moltes persones amb malaltia crònica de bronquitis també tenen malaltia pulmonar obstructiva crònica (MPOC). El fum del tabac és la causa més comuna, amb una sèrie d'altres factors com la contaminació de l'aire i la genètica en un paper menor. Els tractaments inclouen deixar de fumar, vacunes, rehabilitació, i sovint broncodilatadors i esteroides. Algunes persones poden beneficiar-se de la oxigenoteràpia a llarg termini.
La bronquitis aguda és una de les malalties més comunes. Al voltant del 5% dels adults i el 6% dels nens tenen almenys un episodi a l'any. La bronquitis aguda és el tipus més comú de bronquitis. En canvi, 9,3 milions de persones van ser diagnosticades de la bronquitis crònica menys comuna als Estats Units el 2018.

## Tractament
Si es tracta d'una bronquitis bacteriana, per regla general es tracta amb antibiòtics. És comú l'ús d'amoxicilina. En casos d'asma, solen usar-se inhaladors per a evitar les asfíxies —broncodilatadors— o la inflamació —esteroides. Per als talls en la respiració (dispnea) deguts al broncoespasme, sol usar-se un inhalador de rescat de salbutamol —Ventolin, Salbutamol. Existeixen altres inhaladors que poden ser prescrits per a un ús diari.

## Història
La condició de la bronquitis ha estat reconeguda durant molts segles, en diverses cultures diferents, com ara la grega antiga, la xinesa i l'índia, amb la presència d'excés de flegma i tos en reconeixement de la mateixa condició. Els primers tractaments de la bronquitis crònica van incloure all, canyella i ipecacuana, entre d'altres. Els tractaments moderns es van desenvolupar durant la segona meitat del segle xx.
El metge britànic Charles Badham va ser la primera persona a descriure la malaltia i anomenar la forma aguda acute bronchitis (bronquitis aguda) al seu llibre Observations on the inflammatory affections of the mucous membrane of the bronchiæ (Observacions sobre les afeccions inflamatòries de la membrana mucosa de les brànquies), publicat el 1808. En aquest llibre, Badham va distingir tres formes de bronquitis, incloent l'aguda i la crònica. Una segona edició ampliada del llibre es va publicar el 1814 amb el títol An essay on bronchitis (Un assaig sobre la bronquitis). Badham va utilitzar el terme catarrh (refredat) per referir-se als símptomes cardinals de la tos crònica i hipersecreció de moc de bronquitis crònica i va descriure la bronquitis crònica com un trastorn incapacitant.
L'any 1901 es va publicar un article sobre el tractament de la bronquitis crònica en la gent gran. Els símptomes descrits s'han mantingut sense canvis. Es pensava que la causa era provocada per la humitat, el fred i les condicions de boira, i els tractaments estaven dirigits a diverses mescles per a la tos, estimulants respiratoris i tònics. Es va assenyalar que es pensava que hi havia algun element diferent del temps. En aquest moment també es van descriure exacerbacions de la malaltia. Es va referir a un altre metge Harry Campbell que havia escrit al British Medical Journal una setmana abans. Campbell havia suggerit que la causa de la bronquitis crònica eren substàncies tòxiques i va recomanar aire pur, menjar senzill i exercici per eliminar-les del cos.
Entre 1951 i 1953 es va dur a terme un programa d'investigació conjunt a Chicago i Londres en el qual es van detallar les característiques clíniques de mil casos de bronquitis crònica. Les troballes es van publicar a The Lancet el 1953. Es va afirmar que des de la seva introducció per Badham, la bronquitis crònica s'havia convertit en un diagnòstic cada cop més popular. L'estudi havia analitzat diverses associacions com ara el clima, les condicions a casa i a la feina, l'edat d'inici, les malalties infantils, els hàbits de tabaquisme i la manca d'alè. Es va concloure que la bronquitis crònica portava invariablement a l'emfisema, sobretot quan la bronquitis havia persistit durant molt de temps.
L'any 1957 es va constatar que a l'època es feien moltes investigacions sobre bronquitis crònica i emfisema en general, i entre els treballadors industrials exposats a la pols. Es van publicar fragments que dataven de 1864 en què Charles Parsons havia assenyalat la conseqüència que es produïa del desenvolupament d'emfisema per bronquitis. Es va veure que això no sempre era aplicable. Les seves troballes van estar en associació amb els seus estudis sobre la bronquitis crònica entre els treballadors de la ceràmica.
Una reunió del CIBA (ara Novartis) el 1959, i una reunió de la American Thoracic Society el 1962, van definir la bronquitis crònica com un component de la MPOC, en els termes encara vigents.

## Símptomes i signes
Els símptomes inclouen:

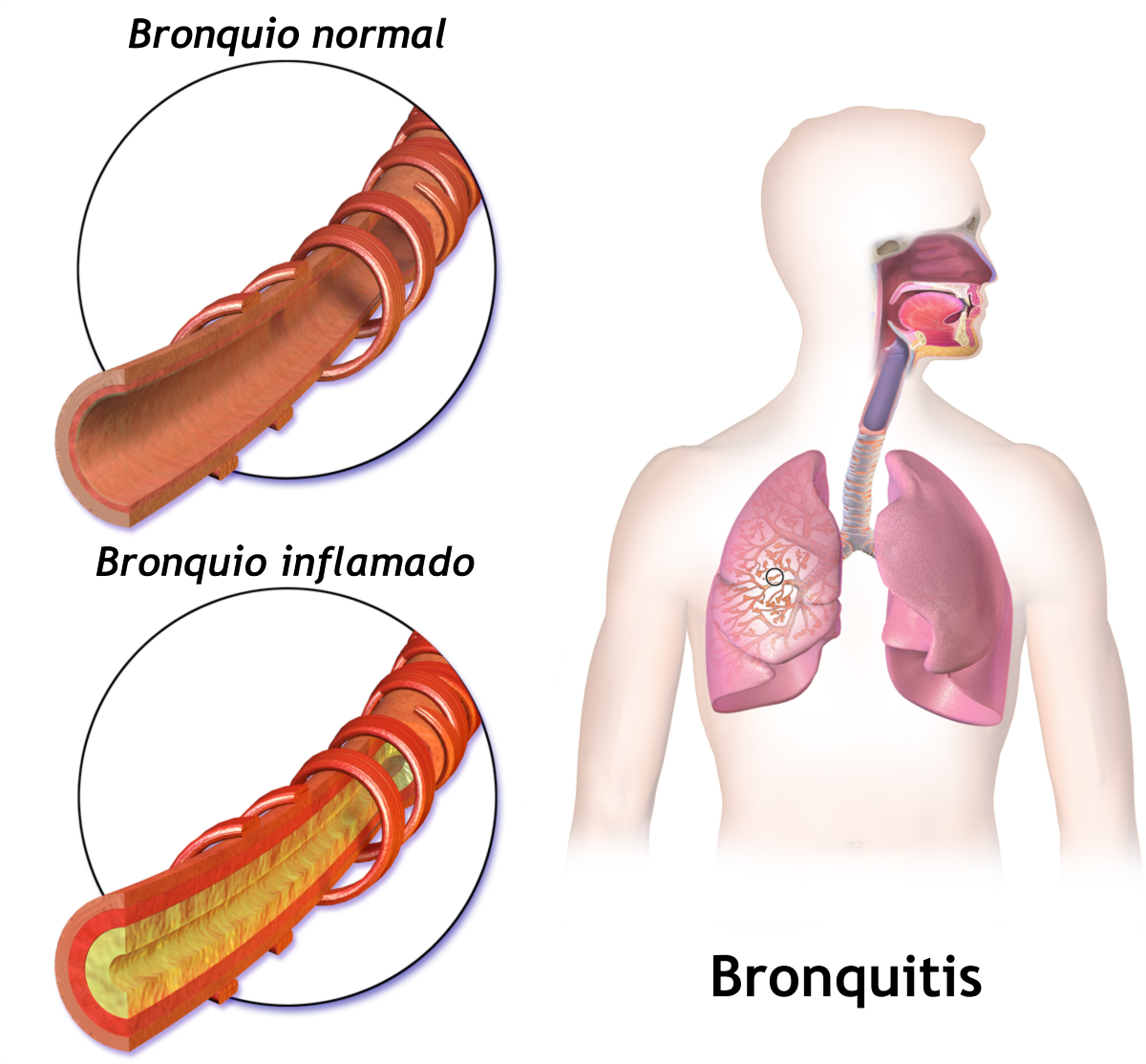

- Tos amb mucositat, de vegades sanguinolenta. El moc pot tenir una coloració verda groguenca, però això no implica que la infecció sigui bacteriana, també apareix igual en infecció vírica.
- Inflamació dels bronquis (ramificacions de les vies aèries entre la tràquea i els pulmons).
- Inflamació (edema) de les parets bronquials.
- Obstrucció dels alvèols pulmonars.
- Xiulets o sibilacions.
- Fatiga.
- Bombolleig (referit a l'efecte sonor que s'aprecia quan s'ausculta el paciente amb un fonendoscopi)
- Dificultat respiratòria.
- Ronquera.
- Malestar general.

En la bronquitis crònica, també es poden presentar els següents símptomes:
- Inflamació dels turmells, peus i cames.
- Coloració blavosa dels llavis provocada pels baixos nivells d'oxigen en sang.
- Propensió a patir infeccions respiratòries com el refredat i la grip.

## Tractament
Si es considera que la bronquitis és una malaltia bacteriana es tracta amb antibiòtics. En casos d'asma, se solen utilitzar inhaladors per evitar les asfíxies —broncodilatadors— o la inflamació —esteroides. Per als talls en la respiració (dispnea) deguts al broncoespasme, se sol utilitzar un inhalador de rescat de salbutamol. Existeixen altres inhaladors que poden ser prescrits per a un ús diari.